# Chocolatey
Chocolatey  — це програма для керування пакунками в командному рядку та інсталятор програмного забезпечення в Microsoft Windows на рівні машини. Він використовує інфраструктуру пакування NuGet і Windows PowerShell для спрощення процесу завантаження та встановлення програмного забезпечення. 
У квітні 2014 року Microsoft представила OneGet (перейменований на PackageManagement 20 березня 2015 року) разом із PowerShell 5. Це безплатний менеджер пакетів із відкритим вихідним кодом, який надає можливість інтегрувати інші менеджери пакетів у PowerShell. OneGet було попередньо налаштовано для перегляду  репозиторію Chocolatey.  
Назва є розширенням каламбуру NuGet (від «нуга»), «тому що всі люблять шоколадну нугу». 
Багато розробників Windows рекомендують розробникам ПЗ на Windows інсталювати Chocolatey і Scoop.  

## Зовнішні посилання
- Офіційний сайт
- Chocolatey на GitHub